# Ordens mendicantes

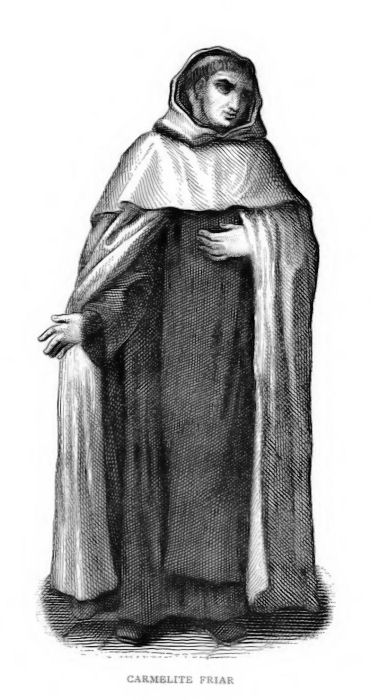
Um frade carmelita

Ordens mendicantes são ordens religiosas formadas por frades ou freiras que vivem em conventos. Eles centram a sua acção ou apostolado na oração, na pregação, na evangelização, no serviço aos pobres e nas demais obras de caridade. O seu apostolado mais activo no mundo secular implica que eles não vivam tão enclausurados como os monges, mas, mesmo assim, eles vivem em comunidades austeras e relativamente fechadas.
Surgiram no século XIII, numa época em que aumentavam as concentrações urbanas. Este estilo de vida respondia às necessidades de evangelização das cidades: por isso, receberam forte apoio dos papas.
A sua principal característica reside no fato de a sua sobrevivência depender das esmolas e dádivas dos outros. Isto porque eles renunciaram à posse de quaisquer bens, comprometendo-se em viver radicalmente na pobreza e na humildade. Essas esmolas são obtidas principalmente através da pregação e de outras obras referentes ao seu apostolado.
Os exemplos mais notáveis de mendicantes foram São Francisco de Assis e São Domingos de Gusmão, ambos fundadores de duas ordens mendicantes também muito notáveis: os franciscanos e os dominicanos. Os agostinianos, os mercedários e os carmelitas são também três ordens mendicantes muito importantes no seio da Igreja Católica. Essas ordens desempenharam um papel fundamental na reforma católica e na evangelização das Américas.

## História
As primeiras ordens mendicantes (dominicanos e franciscanos) surgiram como uma resposta da Igreja Católica ao crescimento dos cátaros e valdenses entre os mais pobres na Itália e no sul da França.
Tentavam realizar o ideal evangélico de imitar Jesus por meio do voto de pobreza, pregação e obras de caridade, em nítido contraste com a evidente riqueza do clero secular, não vinculado a nenhum voto de pobreza  
No final do Século XII surgiu a Ordem da Santíssima Trindade, liderada por Jean de Matha e Félix de Valois, que além de fazer um voto de pobreza, dedicou-se a libertar, de maneira não violenta, escravos, em particular os cristãos presos por muçulmanos do norte da África.
Se espalharam principalmente nas áreas urbanas, que na época estavam passando por uma expansão considerável. Foram acolhidas pela população tanto por seu rigor quanto pelo fato de não exigirem dízimos e tributos.
Sua contribuição para o desenvolvimento do pensamento teológico e filosófico da Idade Média Latina foi fundamental, cabendo citar os exemplos dos dominicanos Alberto Magno e Tomás de Aquino e dos franciscanos João Boaventura e João Duns Scoto. Logo os frades se dedicaram ao ensino e à direção espiritual: tornaram-se conselheiros de reis e nobres, função que antes era exercida, predominantemente, por monges beneditinos.

## Lista de Ordens Mendicantes
- Agostinianos;
- Ordem de Santo Agostinho;
- Ordem dos Agostinianos Recoletos;
- Ordem dos Carmelitas Descalços;
- Ordem do Carmo;
- Ordem de Nossa Senhora das Mercês;
- Ordem dos Irmãos de Nossa Senhora de Belém;
- Ordem dos Frades Menores (Franciscanos);
- Ordem dos Frades Menores Capuchinhos;
- Ordem dos Frades Menores Conventuais;
- Ordem dos Mínimos;
- Dominicanos;
- Ordem dos Servos de Maria;
- Ordem da Santíssima Trindade;
- Terceira Ordem Regular de São Francisco.[2]